# Lacková
Lacková (in ungherese Lackvágása) è un comune della Slovacchia facente parte del distretto di Stará Ľubovňa, nella regione di Prešov.